# Foal Eagle

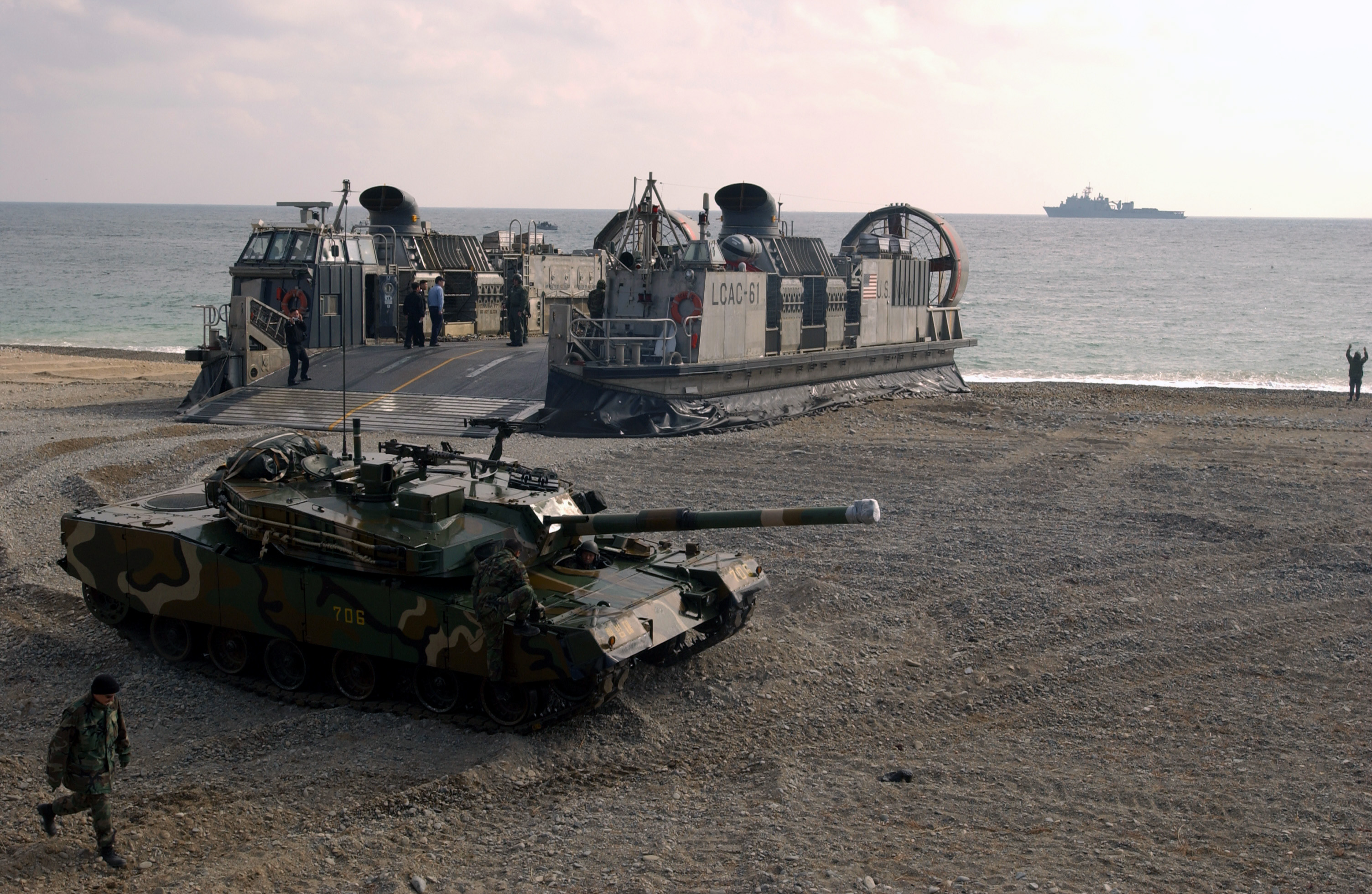
US-amerikanisches Landing Craft Air Cushion mit südkoreanischem K1-Type-88-Kampfpanzer während Foal Eagle 2004

Foal Eagle (deutsch: Fohlen + Adler) ist ein seit 1997 jährlich stattfindendes Militärmanöver in Südkorea. Es beteiligen sich Soldaten der USA (insbesondere United States Forces Korea) und der südkoreanischen Streitkräfte. Die Teilnehmerzahl ist jährlich gewachsen. 2013 trainierten über 200.000 Soldaten zwei Monate den Ernstfall. Nordkorea betrachtet diese Übung als Test für eine Invasion Nordkoreas.
2001 bis 2007 wurde das Manöver Reception, Staging, Onward movement, and Integration (RSOI) in Foal Eagle eingebettet. 2008 wurde dieses Manöver umbenannt, so dass seit 2008 die Übung Key Resolve Bestandteil von Foal Eagle ist. Key Resolve ist eine Übung zur Kommandoschulung des United States Pacific Command. 2013 waren an der Militärübung Key Resolve 10.000 südkoreanische und 3.500 US-Soldaten beteiligt.
Abkürzung dieser Übungen sind z. B.
- FE 97 (Foal Eagle 1997)
- RSOI/FE 01 (Reception, Staging, Onward movement, and Integration/Foal Eagle 2001)
- KR/FE 13 (Key Resolve/Foal Eagle 2013).

## Übersicht
| Jahr | Übung      | Teilnehmer USA | Teilnehmer Südkorea | Teilnehmer insgesamt | Ereignis zu dieser Zeit                                                                      |
| ---- | ---------- | -------------- | ------------------- | -------------------- | -------------------------------------------------------------------------------------------- |
| 1997 | FE 97      | 35.000         | 1.000.000           | 1.035.000            | -                                                                                            |
| 1998 | FE 98      | -              | -                   | 1.000.000            | -                                                                                            |
| 1999 | FE 99      | -              | -                   | 530.000              | -                                                                                            |
| 2000 | FE 00      | 30.000         | 500.000             | 530.000              | In FE 00 ist Übung Courageous Channel zur Evakuierung von Nichtkombattanten enthalten        |
| 2001 | RSOI/FE 01 | -              | -                   | -                    | -                                                                                            |
| 2002 | RSOI/FE 02 | -              | -                   | -                    | -                                                                                            |
| 2003 | RSOI/FE 03 | -              | 5.000               | -                    | Nordkoreanische Flugzeuge näherten sich am 2. März einem US-Flugzeug RC-135 bis auf 15 Meter |
| 2004 | RSOI/FE 04 | -              | -                   | -                    | -                                                                                            |
| 2005 | RSOI/FE 05 | -              | -                   | -                    | -                                                                                            |
| 2006 | RSOI/FE 06 | -              | -                   | -                    | -                                                                                            |
| 2007 | RSOI/FE 07 | -              | -                   | -                    | -                                                                                            |
| 2008 | KR/FE 08   | -              | -                   | -                    | -                                                                                            |
| 2009 | KR/FE 09   | 12.800         | 200.000             | 212.800              | Russische Flugzeuge überfliegen am 16./17. März das Übungsgebiet                             |
| 2010 | KR/FE 10   | 18.000         | 20.000              | 38.000               | -                                                                                            |
| 2011 | KR/FE 11   | 13.000         | 200.000             | 213.000              | Untergang des südkoreanischen Schiffes Cheonan                                               |
| 2012 | KR/FE 12   | 2.100          | 200.000             | 202.100              | Eine F16 stürzt am 21. März in Südkorea ab                                                   |
| 2013 | KR/FE 13   | -              | -                   | 200.000              | Nordkorea-Krise 2013                                                                         |
| 2014 | KR/FE 14   | -              | -                   | -                    | Zwischenfall mit angegebenen Schüssen von Nord- und Südkorea                                 |